# Homeboy
Homeboy es una película dramática de 1988 dirigida por Michael Seresin. Fue escrita y protagonizada por Mickey Rourke, quien hace el papel del autodestructivo cowboy/boxeador Johnny Walker. La película cuenta con la actuación de Christopher Walken haciendo el papel del corrupto apoderado de Walker, que lo anima a pelear al mismo tiempo que le oculta el hecho de que un solo golpe más en el lugar equivocado podría matarlo. En septiembre de 2009 fue lanzada en DVD.

## Argumento
Johnny Walker (Rourke) es un arruinado boxeador con daños cerebrales que se acaba de mudar a un balneario costero. Apenas llega, se enamora de Ruby (Debra Feuer), la dueña de un carnaval, que tiene mucho en común con Johnny. También conoce a Wesley Pendergrass (Christopher Walken). Él y Wesley se hacen amigos, Johnny lo idolatra. Más adelante, Wesley quiere utilizar a Johnny para ejecutar un robo, y le pide que lo ayude. Johnny debe elegir entre el amor de Ruby o la amistad de Wesley.

## Reparto
- Mickey Rourke - Johnny Walker
- Christopher Walken - Wesley Pendergass
- Debra Feuer - Ruby
- Thomas Quinn - Lou
- Kevin Conway - Grazziano
- Antony Alda - Ray
- Jon Polito - Moe Fingers
- Bill Slayton - Bill
- David Albert Taylor - Cannonball
- Joseph Ragno - Cotten's Trainer
- Matthew Lewis - Cotten
- Willy DeVille - Moe's Bodyguard
- Rubén Blades - Doctor
- Sam Gray - Barber
- Dondre Whitfield - Billy Harrison
- Stephen Baldwin - Luna Park Drunk